# Grapsus adscensionis
Espèce
Synonymes
- Cancer adscensionis Osbeck, 1765[1]
- Grapsus adscencionis (Osbeck, 1765)[1]
- Grapsus pictus var. ocellatus Studer, 1883[1]
- Grapsus webbi H. Milne Edwards, 1853[1]

Grapsus adscensionis est une espèce de crabes de la famille des Grapsidae.

## Systématique
L'espèce Grapsus adscensionis a été initialement décrite en 1765 par le naturaliste et explorateur suédois Pehr Osbeck (1723-1805) sous le protonyme de Cancer adscensionis.

## Répartition, habitat
Grapsus adscensionis se rencontre dans l'Atlantique est.
Cette espèce vit sur les rochers, où elle est très active, et se réfugie dans la mer en cas de danger.

## Description
Grapsus adscensionis peut atteindre 90 mm,.

## Publication originale
- (de) Pehr Osbeck, Reise nach Ostindien und China, 1765, 552 p. (ISBN 3742893351, lire en ligne), p. 389.